# 紫峰ヶ丘

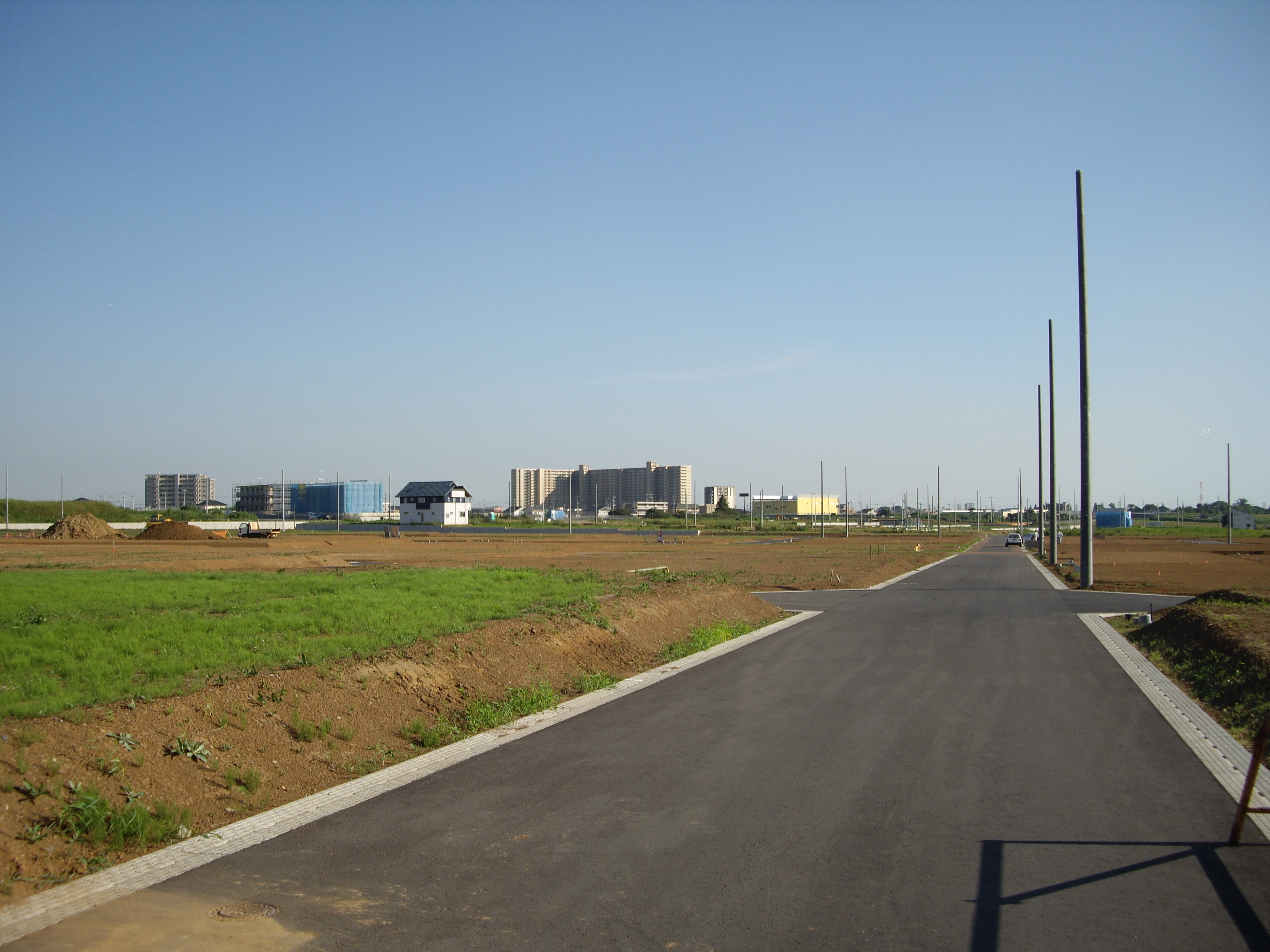
紫峰ヶ丘三丁目（開発中）

紫峰ヶ丘（しほうがおか）は、茨城県つくばみらい市の町名。現行行政地名は紫峰ヶ丘一丁目から紫峰ヶ丘五丁目。郵便番号は300-2359。

## 地理
つくばみらい市北東部に位置する。つくばエクスプレスタウンみらい平地区の東部で、住宅地として開発が進んでいる。
地域の東部を首都圏新都市鉄道つくばエクスプレス、西部を都市軸道路、中央を常磐自動車道が横断している。

## 歴史
元は農地を中心とした地域であった。常磐自動車道の南側に当たる一・四・五丁目から開発が進み、住宅街が形成されている。四・五丁目の一部は、昭和期に「高波住宅」として開発された地区の一部であり、高波住宅をみらい平地区に組み込む形で宅地開発が行われた。
工事期間中の住所の表示を分かりやすくするため、正式運用前から暫定的に使用する新町名の募集を2005年（平成17年）11月24日から12月20日にかけて、筑波郡伊奈町及び谷和原村（現・つくばみらい市）住民及び地権者に行い、B地区を「紫峰ヶ丘」に決定。2006年（平成18年）3月27日のつくばみらい市発足と同時に暫定運用を開始したまた、2012年（平成24年）度に土地区画整理事業が終了したことを受け、2013年（平成25年）6月29日に正式町名となり、同時に仮換地街区画地番号より新たに振られた番地へと移行した。
みらい平地区のうち茨城県道3号つくば野田線から北でかつ常磐自動車道と都市軸道路（茨城県道355号東楢戸真瀬線）より東の部分を占め、東は小島新田、西は富士見ヶ丘・西楢戸、南は陽光台、北は田村と接している。

### 地名の由来
北東に望む筑波山の別称「紫峰」より。

### 沿革
- 2007年（平成17年）8月6日 - 地域内に「都市計画道路東楢戸台線」茨城県道355号東楢戸真瀬線が開通。
- 2008年（平成18年）3月27日 - 紫峰ヶ丘一丁目-五丁目を予定町名として使用開始。
- 2009年（平成19年）4月1日 - 旧大字毎となっていたゴミ収集エリアを新町域（紫峰ヶ丘）に変更[6]。
- 2012年（平成24年） - 土地区画整理事業が終了。
- 2013年（平成25年） 6月29日- 紫峰ヶ丘が正式な町名となる。

### 町名の変遷
| 実施後         | 実施年月日    | 実施前（各大字ともその一部）   |
| -------------- | ------------- | ------------------------------ |
| 紫峰ヶ丘一丁目 | 2013年6月29日 | 東楢戸、西楢戸、小張           |
| 紫峰ヶ丘二丁目 | 2013年6月29日 | 東楢戸、西楢戸、小島新田       |
| 紫峰ヶ丘三丁目 | 2013年6月29日 | 東楢戸、西楢戸、小島新田、田村 |
| 紫峰ヶ丘四丁目 | 2013年6月29日 | 東楢戸、小島新田、小張         |
| 紫峰ヶ丘五丁目 | 2013年6月29日 | 小張、小島新田                 |

## 世帯数と人口
2017年（平成29年）8月1日現在の世帯数と人口は以下の通りである。
| 丁目          | 世帯数    | 人口    |
| ------------- | --------- | ------- |
| 紫峰ヶ丘1丁目 | 306世帯   | 698人   |
| 紫峰ヶ丘2丁目 | 290世帯   | 776人   |
| 紫峰ヶ丘3丁目 | 475世帯   | 1,397人 |
| 紫峰ヶ丘4丁目 | 314世帯   | 782人   |
| 紫峰ヶ丘5丁目 | 261世帯   | 709人   |
| 計            | 1,646世帯 | 4,362人 |

## 交通
当地域は、首都圏新都市鉄道つくばエクスプレスみらい平駅に近接している。地域内にはつくばみらい市コミュニティバス「みらい号」の「紫峰ヶ丘一丁目」停留所があるほか、みらい平駅より各方面にバスが出ている。

## 施設
- アシックス関東つくば配送センター
- 筑波銀行みらい平支店